# Lorgana
Il canale Lorgana è un canale di bonifica della pianura bolognese e ferrarese.
Nasce nei pressi di Sabbiuno, frazione del comune di Castel Maggiore, col nome di scolo Lorgana; in effetti nei primi 24,2 km di percorso il canale Lorgana è un vero e proprio scolo, con lo scopo principale di raccoglitore delle acque più che di bonifica. Il suo corso segue dapprima una direzione verso nord abbastanza regolare, fino ad arrivare a Malalbergo, dove devia bruscamente verso sud-est, e riceve alcuni canalette di scolo come affluenti. Da questo punto cambia nome in canale Lorgana e diventa un vero e importante canale di bonifica.

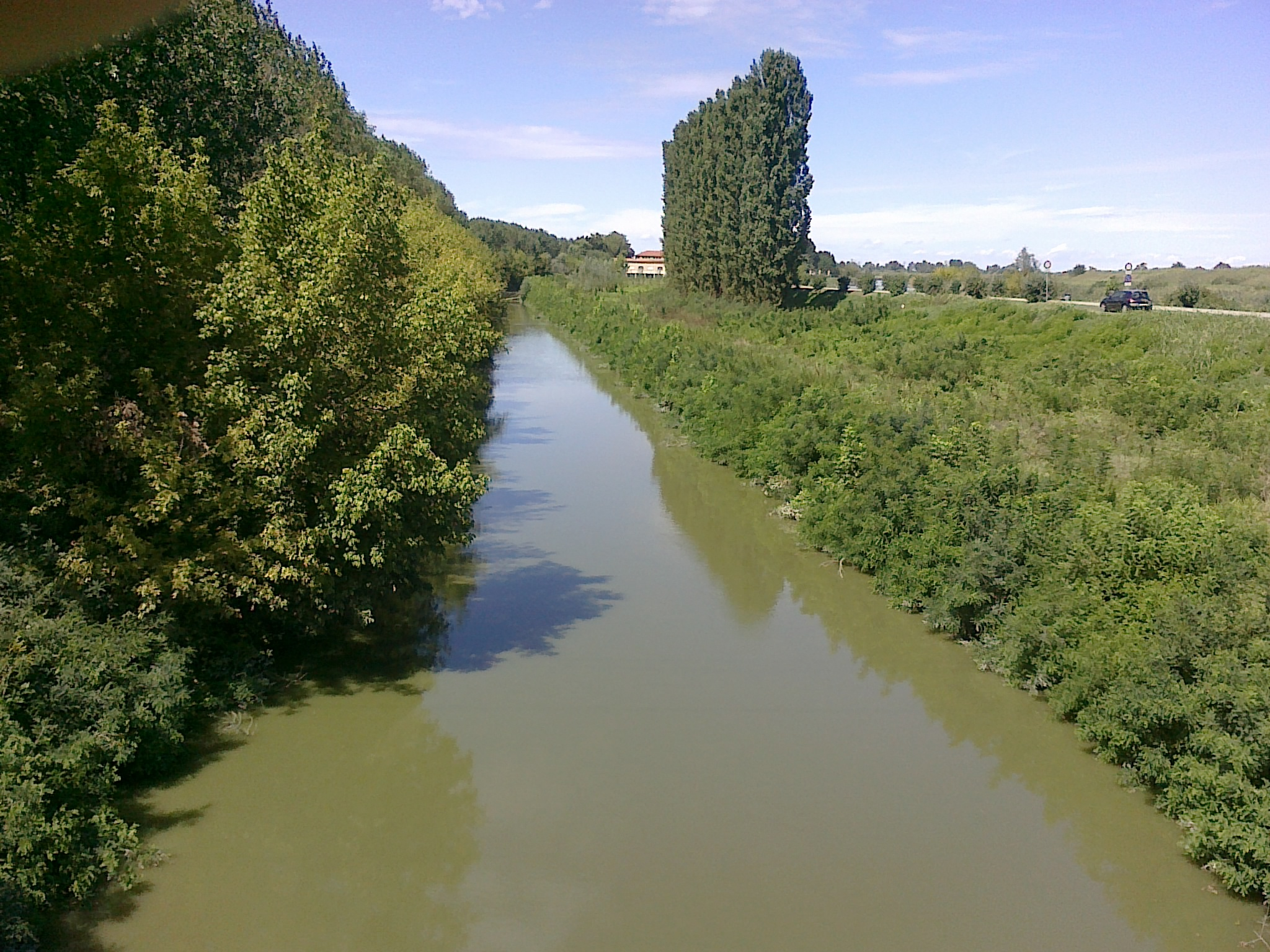
Altra veduta

Giunto nei pressi di Mondonuovo, frazione del comune di Baricella, segue parallelamente la strada provinciale n.5 San Donato, che collega Bologna ad Argenta, fino ad arrivare a San Pietro Capofiume, frazione di Molinella, dove riceve il canale Zena; da questo punto in avanti il canale Lorgana scorre parallelamente al canale della Botte quindi al fiume Reno. Arrivato quindi ad Argenta insieme con gli altri due corsi d'acqua, lambisce le Valli di Campotto e si getta unitamente col canale della Botte nel Reno, dopo un percorso totale di circa 53,6 km.